# 桃川镇 (太白县)
桃川镇，是中华人民共和国陕西省宝鸡市太白县下辖的一个乡镇级行政单位。

## 行政区划
桃川镇下辖以下地区：
老爷岭村、白杨塬村、蹇坡村、灵丹庙村、枣园村、奎星楼村、路平沟村、店子上村、杜家庄村和杨下村。